# Trixagus caucasicus
Trixagus caucasicus là một loài bọ cánh cứng trong họ Throscidae. Loài này được Reitter miêu tả khoa học năm 1921.